# Бак Адамс
Чарлс Стивен Ален (енгл. Charles Stephen Allen; 15. новембар 1955 — 28. октобар 2008) био је амерички порнографски глумац и режисер, познатији под именом Бак "Бакхенд" Адамс (енгл. Buck "Backhand" Adams).
Пре него што је започео порно-каријеру, за живот је зарађивао као професионални боксер и избацивач. Недуго пре њега је порно-каријеру започела и његова сестра Амбер Лин; средином 1980-их су своје сродство продуцентима морали признати када су их мислили ангажовати да наступају заједно. Током каријере је наступао у 600 филмова, а режирао њих 80.
Умро је од срчаног удара.

## Награде
- 1987 AVN Award – Најбољи глумац (Video) – Rockey X[2]
- 1992 AVN Award – Најбољи глумац (Film) – Roxy[3]
- 1995 AVN Award – Најбољи глумац (Film) – No Motive[4]